# میکا لهکوسو
میکا لهکوسو (فنلاندی: Mika Lehkosuo؛ زادهٔ ۸ ژانویهٔ ۱۹۷۰) بازیکن سابق و مربی فوتبال اهل فنلاند است.
از باشگاه‌هایی که در آن بازی کرده‌است می‌توان به باشگاه فوتبال هلسینکی، باشگاه فوتبال یارو، و باشگاه فوتبال پروجا اشاره کرد.
وی همچنین در تیم ملی فوتبال فنلاند بازی کرده‌است.